# Gewöhnliches Stachelschwein
Das Gewöhnliche Stachelschwein (Hystrix cristata), auch Westafrikanisches oder Nordafrikanisches Stachelschwein oder Kamm-Stachelschwein, gehört zur Familie der Stachelschweine und damit zu den Nagetieren.

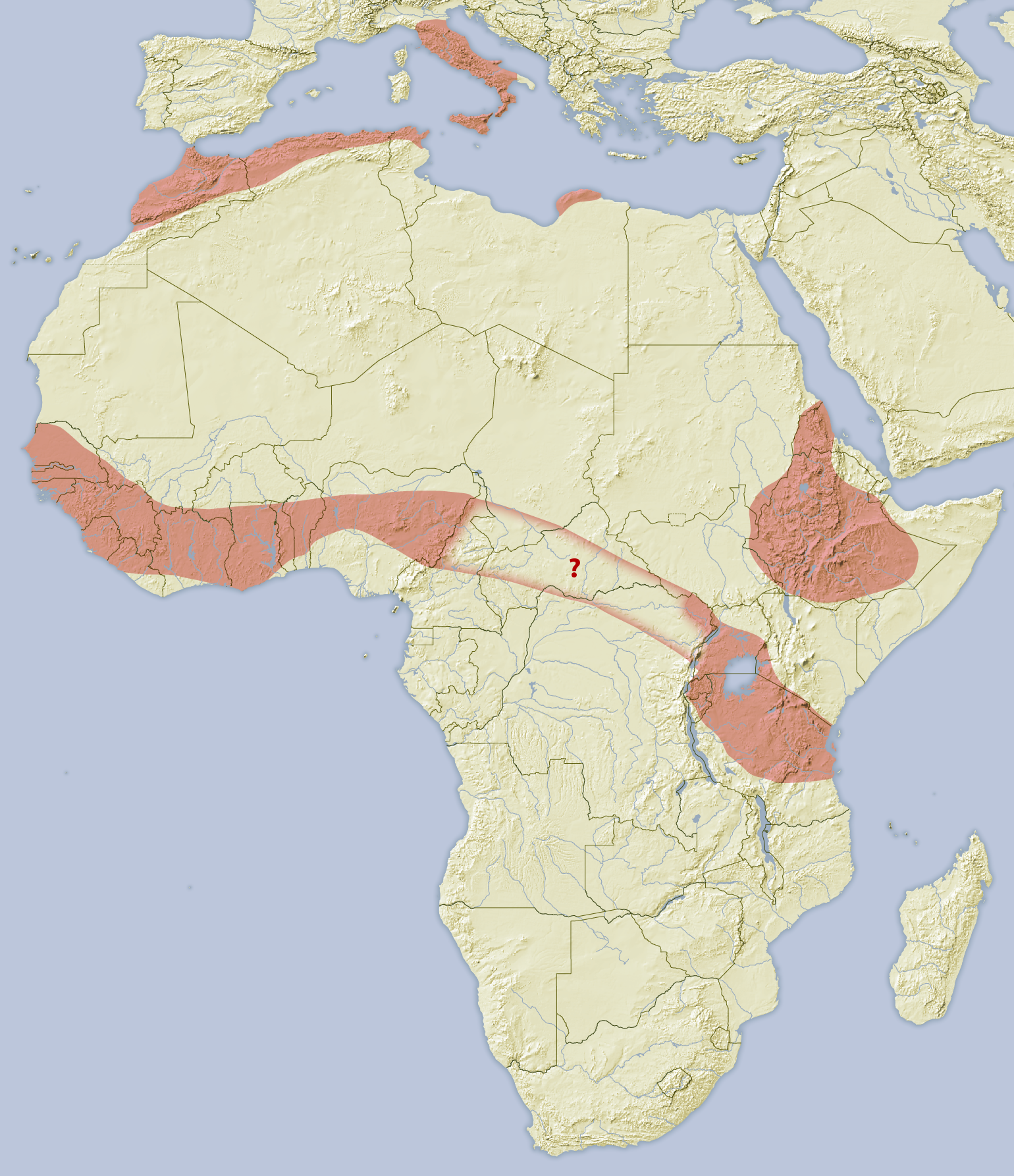
Das Verbreitungsgebiet des Gewöhnlichen Stachelschweins nach Angaben der IUCN

## Verbreitung
Das Gewöhnliche Stachelschwein kommt in Afrika von Marokko bis in den Norden von Tunesien vor, außerdem im Norden der libyschen Cyrenaika, in einem breiten Streifen vom Senegal bis Nigeria, in Äthiopien und im Westen von Eritrea und in Ostafrika im größten Teil von Uganda, im Südwesten von Kenia und in Tansania vor. In Europa kommt es in Italien südlich der Po-Ebene, auf Sizilien und seit 2005 durch menschliche Einfuhr auch auf Sardinien vor.

## Merkmale
Das Gewöhnliche Stachelschwein erreicht eine Kopf-Rumpf-Länge von 45,5 bis 93 Zentimeter, hat einen 6 bis 17 Zentimeter langen Schwanz und erreicht ein Gewicht von 8 bis 27 kg. Es ist damit zusammen mit dem ähnlich großen Südafrikanischen Stachelschwein (Hystrix africaeaustralis) das größte Nagetier Afrikas und nach dem Europäischen Biber (Castor fiber) das zweitgrößte Nagetier Europas. Das Gewöhnliche Stachelschwein hat einen stämmigen Körper, kurze Beine und einen kurzen, mit kurzen Stacheln bedeckten Schwanz, der unter den langen Stacheln auf dem Rücken kaum sichtbar ist. Der Rücken und die Körperseiten sind mit 30 bis 40 cm langen, steifen, schwarz/weiß gebänderten Stacheln bedeckt, die sich leicht von der Haut lösen. Vom Scheitel bis zu den Schultern verläuft ein gut entwickelter Kamm aus grobem, bräunlich-weißem und bis zu 50 cm langem Haar. Dieser kann bei Erregung zusammen mit den Rückenstacheln aufgerichtet werden. Kopf, Hals, Beine und Bauch sind mit kurzen, kräftigen, abgeflachten Stacheln und Borsten bedeckt. Diese sind 2 bis 4,5 cm lang, bei einem Durchmesser von 2 mm. Die Muskeln in der Haut und die Unterhautmuskeln sind gut entwickelt und entsprechend der Stacheln auf dem Rücken angeordnet. Ziehen sich diese Muskeln zusammen, so werden die Stacheln und der Rückenhaarkamm angehoben. Die Beine und der Bauch sind mit kurzen, groben schwarzen Haaren bedeckt. Die Beine sind kurz und kräftig. Die Füße haben große Ballen und gut entwickelte Krallen. Der Kopf des Haubenstachelschweins ist groß, stumpf und gelbgrau gefärbt. Die Augen sind klein und dunkel. Die Ohren und Vibrissen sind dunkel. Die Vibrissen sind relativ lang. Die oberen Schneidezähne sind glatt und die Backenzähne sind durch Falten im Schmelz und im Dentin gekennzeichnet. Die Perianaldrüsen sind gut entwickelt. Weibchen haben 4 bis 6 Zitzen.

## Lebensraum und Lebensweise
Das Gewöhnliche Stachelschwein bevorzugt felsige Gebiete und kommt an der Mittelmeerküste in Wäldern, warmen und kühlen Savannen, trockenen Halbwüsten und warmen Buschlandschaften vor. In Algerien und Marokko lebt es auf bewaldeten Hügeln und in Steppen. Im Atlasgebirge und am Kilimandscharo wurde es in Höhenlagen von bis zu 3500 m gefunden. Es ist ein Pflanzenfresser und frisst unterirdische Zwiebeln und Wurzeln, Früchte und Rinde, sowie Agrarprodukte, wie Maniok, Süßkartoffeln und Erdnüsse. In Italien ändert es seine Ernährung saisonal, verzehrt während des ganzen Jahres aber Wurzeln als Hauptnahrung, ergänzt durch Kräuter im Winter und Frühling, Ähren von Gräsern und Früchte im Sommer und Früchte im Herbst. Das Gewöhnliche Stachelschwein ist vorwiegend nachtaktiv und verbringt den Tag in Höhlen. Es ist monogam und pflanzt sich das ganze Jahr hindurch fort, wobei ein Weibchen ein- bis zweimal im Jahr ein bis zwei Jungtiere zur Welt bringt. Die Paarung findet vor allem in der Nacht statt. Um die Paarung zu ermöglichen, legt das Weibchen die Stacheln flach auf den Rücken. Die Jungtiere werden nach einer Tragzeit von 7 bis 8 Wochen in einem mit Gras ausgepolsterten Bau geboren. Das Gewöhnliche Stachelschwein kann bis zu 20 Jahre alt werden. In Gefahrensituationen richtet das Gewöhnliche Stachelschwein zunächst seine Stacheln und seinen Kamm auf, klappert mit den Schwanzstacheln, stampft mit den Hinterfüßen und knurrt. Wird die Bedrohung dadurch nicht abgewehrt, kann es zum Angriff übergehen. Dabei läuft es schnell rückwärts oder seitwärts, um sich auf den Gegner zuzubewegen und ihn mit den langen Rückenstacheln zu stechen.

## Systematik
Seinen wissenschaftlichen Namen Hystrix cristata erhielt das Gewöhnliche Stachelschwein durch den schwedischen Naturforscher Carl von Linné in der 1758 veröffentlichten 10. Auflage seiner Systema Naturae. 1893 beschrieb der britische Zoologe Oldfield Thomas die Population nördlich der Sahara als eigenständige Art und gab ihr die Bezeichnung Hystrix galeata. Corbet und Jones synonymisierten die Art 1965 jedoch mit Hystrix cristata, da sie eine breite Überschneidung ihrer Merkmale feststellten. Es wurden zahlreiche Unterarten des Gewöhnlichen Stachelschweins beschrieben, die jedoch keine breite Anerkennung gefunden haben. Innerhalb der Gattung Hystrix bildet das Gewöhnliche Stachelschwein zusammen mit seinen engsten Verwandten, dem Südafrikanischen Stachelschwein und dem Indischen Weißschwanz-Stachelschwein (Hystrix indica) die Untergattung Hystrix.

## Gefährdung
Vor allem aufgrund des sehr großen Verbreitungsgebietes wird das Gewöhnliche Stachelschwein von der IUCN nicht als gefährdete Art angesehen.